# Алістар Оверім
Алістайр Сес Оверем (нід. Alistair Cees Overeem; *17 травня 1980, Ханслоу, Великий Лондон, Англія), більше відомий як Алістар Оверім — голландський спортсмен, професійний кікбоксер і спеціаліст зі змішаних бойових мистецтв. Чемпіон світу зі змішаних бойових мистецтв у важкій ваговій категорії за версією Strikeforce (2007–2011 роки) і тимчасовий чемпіон у важкій ваговій категорії за версією Dream (2010–2011 роки). Переможець Гран-прі K-1 у важкій ваговій категорії (2010 рік), півфіналіст Гран-прі K-1 у важкій ваговій категорії (2009 рік). Перший і єдиний боєць, який виграв світовий титул і за правилами MMA і за правилами K-1. Призер Гран-прі Pride у середній ваговій категорії (2005 рік). Чемпіон Європи з греплінгу за версією ADCC (2005 рік). Нащадок короля Нідерландів і великого герцога Люксембурзького Віллема III, за лінією матері.
Бійцівський стиль Алістара Оверіма характеризується високою активністю, роботою на контратаках і в клінчі, потужним ударним потенціалом. Манера ведення бою спортсмена відображена у статистиці наступним чином:
— в змішаних єдиноборствах:
- 92% перемог здобуті достроково: нокаутами і підкореннями;
- 83% перемог здобуті у першому раунді;

— в кікбоксингу:
- 70% перемог здобуті достроково, всі дострокові перемоги здобуті в першому раунді.

Найвища позиція у світових рейтингах важковаговиків — 3 (2011 — 2012 роки).

## Біографія
Алістар Оверім народився 17 травня 1980 року в місті Ханслоу, Великий Лондон, Англія, в родині нідерландки та ямайця. Батьки Алістара розлучилися, коли йому було шість років, і він разом з матір'ю Клер та старшим братом Валентайном (майбутнім бійцем змішаного стилю) переїхав до Нідерландів. З юнацьких років наслідує приклад свого старшого брата і займається спортом: легкою атлетикою та баскетболом, а згодом і дзюдо. В 15 років долучається до тренувань брата в клубах самооборони, починає глибинне вивчення боротьби і ударних технік. Певний час займається під керівництвом Баса Руттена. За власними спогадами, у молоді роки прагнув вступити в армію, проте на заваді такому бажанню став поганий зір. Однією з причин для початку професійної бійцівської кар'єри для Алістара була можливість заробити гроші на хірургічну операцію по корекції зору. Згодом, коли до спортсмена прийшов успіх, він відмовився від військових планів, а з ними і від офтальмологічної операції.

### 1999–2001 роки
Професійну кар'єру Алістар Оверім почав у віці 19 років, навесні 1999 року, вдало виступивши на вечорі тайського боксу у містечку провінції Утрехт. Провівши 6 раундів бою за правилами муай-тай, Алістар виграв у свого суперника за очками. Дебют Алістара в змішаних бойових мистецтвах відбувся восени того ж року, в Гарлемі, з виступу на першому турнірі знаменитої голландської ліги єдиноборств «It's Showtime». На турнірі проходили змагання за правилами кікбоксингу, тайського боксу та так звані бої без правил — змагання з широким спектром дозволених технік. В останній дисципліні вдало дебютував молодий Оверім. Крім нього на згаданому турнірі востаннє виступив голландський майстер кікбоксингу, багаторазовий чемпіон світу Роб Каман, а також провели свої виступи майбутні зірки K-1 Олексій Ігнашов та Ремі Боньяскі. Свій дебютний поєдинок Алістар Оверім виграв у першому раунді, підкоренням суперника, застосувавши удушення руками. Дострокова перемога у новому виді спорту сприяла рішенню Алістара сконцентруватись саме на змаганнях зі змішаних єдиноборств. Він підписує контракти з промоутерами компаній «Fighting Network Rings» та «2H2H» і починає виступати у організованих ними чемпіонатах у Японії та Нідерландах. Протягом першого року кар'єри він проводить 7 поєдинків, в чотирьох виграє достроково, долаючи опонентів больовими прийомами та руйнівними ударами колін, які швидко стають його особистою відзнакою. У двох змаганнях Оверім поступається російському самбісту Юрію Кочкіну, якому судді віддали незначну перевагу в очках. Першого значного ущербу Алістарові завдає ветеран змішаних єдиноборств американець Боббі Хоффман, поєдинок з яким завершується для Оверіма нокаутом. Невдачею завершується і спроба повернутися на кікбоксерський ринг — кутові Оверіма викидають рушник у третьому раунді Гран-прі K-1 в Арнемі. Через три тижні Алістару випадає нагода дещо реабілітуватись: в Японії йому пропонують бій проти олімпійського медаліста з боксу Володимира Чантурії, який саме пробував себе в боях змішаного стилю. Оверім приймає бій і, користуючись недосвідченістю свого опонента в боротьбі на землі, долає його удушенням зі спини на 66-й секунді змагання. Ще через три тижні на турнірі в Роттердамі Оверім коліном відправляє в нокаут російського самбіста Станіслава Нущика, витративши на бій менше хвилини. Після цього виступу голландець бере паузу і концентрується на тренуваннях. На професійному рингу він не з'являється рівно рік.

### 2002–2004 роки
Протягом 2002 року Алістар Оверім завзято надолужує упущені можливості, кількісно і якісно піднімаючи рівень опозиції. В лютому він продовжує найдовшу в своїй кар'єрі переможну серію, долаючи профільного ударника-нокаутера Романа Зенцова, а після нього здобуває ще 6 перемог поспіль, всі достроково: нокаутами і підкореннями. П'ять перемог поспіль Алістар здобуває особливо швидко — в першому раунді. Успішний рік він завершує видовищним боєм із непереможеним доти кавказьким бійцем Базігітом Атаєвим, спеціалістом із ударного стилю ушу — саньда. Оверім нокаутує «Вовка» коліном у печінку. З поєдинків проти Юсуке Імамури та Базігіта Атаєва починається період виступів Оверіма на ринзі знаменитого чемпіонату Pride, де Алістар швидко піднімає рівень опозиції на найвищий рівень. Так, зокрема, два згадані бої забезпечили голландцю пропуск на світовий Гран-прі у напівважкій вазі.

#### Гран-прі Pride 2003 року
Перший же бій Гран-прі став для Оверіма непосильним випробуванням. Його опонентом призначили майбутнього чемпіона UFC Чака Ліделла, потужного ударника з нетиповою технікою. Короткий бій, що протривав три хвилини, проходив під змінним контролем обох бійців. Початок бою був за Оверімом, який зміг приголомшити суперника комбінацією сильних ударів; далі бій перейшов в партер, де перевагу мав Ліделл. Після того, як Алістар зміг повернутися в стійку, він знову захопив ініціативу, атакуючи Ліделла ударами ніг, колін та нав'язуючи клінч. Загнавши Ліделла в кут, Оверім спробував завдати удару ногою в голову, але схибив й, маневруючи, пропустив короткий контрудар правою і моментально втратив ініціативу. Помітивши ефект від удару, Ліделл пішов у атаку, раз за разом завдаючи потужних одиночних ударів правою. Одним особливо потужним свінгом він практично ввів Оверіма у стан нокдауну, і той, хитаючись, позадкував до канатів. Ще кілька потужних ударів потрапили в ціль, перш ніж Алістар Оверім впав на настил рингу і рефері констатував нокаут. Таким чином, завершилась для Алістара перша спроба виграти світовий Гран-прі.
Цей рік Алістар все ж завершив на мажорній ноті, в новорічну ніч виступивши на турнірі фестивалю Антоніо Інокі «Inoki Bom-Ba-Ye», де нокаутував свого безуспішного японського суперника за 36 секунд. Навесні 2004 року, на турнірі-протистоянні між представниками стилю карате кьокусін та кікбоксерів K-1 Оверім сам був нокаутований у першому раунді видатним бразильським каратистом Глаубі Фейтозою. По тому, протягом року він здобуває дві дострокові перемоги: у себе на батьківщині, в бою за титул локальної організації «2 Hot 2 Handle», та в Японії.

### 2005–2007 роки
В січні 2005 року Алістар Оверім виграв Європейський чемпіонат з греплінгу за версією ADCC (всі змагання виграв «гільйотиною»), пройшовши відбір на участь в змаганнях за світову першість. Але участь в чемпіонаті світу він не взяв, оскільки вирішив сконцентруватися на боях змішаного стилю. В лютому Оверім поступається кількістю набраних очок Рожеріу Ноґейрі, та все ж отримує право участі у наступному Гран-прі Pride, яке розпочалось навесні 2005-го.

#### Гран-прі Pride 2005 року
Суперником Оверіма на відкритті світового Гран-прі 2005 року став колишній чемпіон UFC Вітор Белфорт, бразильський боєць змішаного стилю, досвідчений боксер і борець дзюдзюцу, який за надзвичайну швидкість серій і комбінацій ударів отримав прізвисько «Феном». Протягом поєдинку бійці обмінювались випадами, атакуючи один одного різноманітними ударними комбінаціями. Боротьба в клінчі, якою завершувались атаки, частіше переходила в боротьбу в партері, де Белфорт працював з ґарду, й робив спроби провести больовий прийом на руку Оверіма. В середині першого раунду на спині опинився й сам Оверім. Він не пробував завершити боротьбу підкоренням, як Белфорт, натомість відбивався і «в'язав» руки Белфорта, внаслідок чого заробив жовту картку за уникнення боротьби. Після того, як бій відновили, Оверім провів комбінацію ударів й проходом в ноги звалив Белфорта на канвас, де бійці обмінялись ролями: Оверім бив руками, а Белфорт «в'язав» і був покараний жовтою карткою. Коли бій знову відновили в стійці, Оверім розвинув атаку, в ході якої Белфорт пропустив сильний удар коліном в голову і два удари кулаком в щелепу, після чого в стані нокдауну опинився на спині. Уникаючи більшого ущербу він шукав виходу з положення і попався на «гільйотину» — задушливий прийом, один з улюблених Оверімом. Не маючи можливості й сил вийти з удушення, Вітор Белфорт подав сигнал про здачу. Оверім пройшов у чвертьфінал.
Наступним суперником Алістара став український кікбоксер Ігор Вовчанчин, досвідчений ветеран і потужний нокаутер, в протистоянні з яким (навіть після перемоги над Белфортом) Оверім вважався аутсайдером. Двобій спортсменів вийшов коротким. Спочатку Оверім традиційно спробував атакувати суперника ударом коліна в стрибку, після чого бійці закружляли по рингу і увійшли в клінч. Вовчанчин спробував провести кидок через стегно і атакував руками, Оверім же використовував коліна, а після цього підсічкою звалив Ігоря на настил. Намагаючись вийти з-під бокового контролю Оверіма в партері, Вовчанчин, лежачи, крутнувся довкола своєї осі й підвівся на коліна, залишивши без захисту шию, чим Оверім миттєво скористався. Алістар застосував фронтальне удушення руками, а коли українець підвівся, змінив його на «гільйотину», примусивши Вовчанчина здатися. Друге поспіль підкорення «гільйотиною», і друга поспіль перемога над видатним ветераном — цим шляхом Оверім пройшов у півфінал. Поєдинки з Белфортом та Вовчанчиним він згодом називав такими, що найбільше вплинули на його кар'єру.
У півфіналі Гран-прі Оверіму протистояв молодий бразильський талант Маурісіу Руа, на прізвисько «Сьоґун», який мав переможну серію з шести боїв (п'ять з яких виграв нокаутом) і чемпіонські амбіції. І знову поєдинок не вийшов за межі одного раунду. Протягом перших трьох хвилин бій п'ять разів переходив в партер, і чотири перших рази контроль боротьби був за Оверімом. В клінчі Руа пропускав значну кількість ударів коліньми в корпус, а на землі — в голову. Але на п'ятий раз Оверім втратив ініціативу в партері, коли спробував провести «гільйотину» і поступився позицією. Згори Маурісіу Руа атакував руками, а потім підвівся, і, перш ніж Оверім зорієнтувався, встиг завдати йому в голову два футбольних ударів ногою. Ці удари вирішили долю поєдинку: Алістар обм'якнув і втратив контроль над боєм. Він спробував ще раз повалити Руа на настил, але той зміг викрутитися, і зайняти панівну позицію, а потім встав і знову пробив футбольний удар. Стоячи на колінах, Оверім намагався оборонятись, але лише раз за разом пропускав сильні удари ногами. Бій так і завершився в партері, коли рефері втрутився в змагання, припинивши тривалу серію ударів руками бразильця, на яку Оверім вже майже не відповідав.

#### Кризовий період
На півроку Оверім піднімається у важку вагу, в якій навесні 2006 року отримує дві дострокові перемоги, одну з яких значну — над Сергієм Харитоновим, якого він забив коліньми в партері. У відборі на Гран-прі у вільній вазі, у травні того ж року, Алістар у домінуючій манері веде бій проти іменитого бразильського греплера Фабрісіу Вердума, та врешті поступається йому підкоренням, вперше у кар'єрі (продовження цього протистояння чекає на Оверіма ще й у майбутньому). Влітку голландець дебютує в чемпіонаті Strikeforce, де впевнено перемагає Вітора Белфорта, вже вдруге. Услід за цим йде низка поразок (три поспіль) у напівважкій вазі, в яку знову спустився Оверім після повернення в Pride. Тут він поступається вже вдруге Рожеріу Ноґейрі (цього разу бразилець був помітно сильнішим) та зірці ADCC Рікарду Ароні (Оверім отримав травму ноги, внаслідок пропущеного лоу-кіка, і не маючи можливості переломити хід бою, здався), а потім ще раз, нокаутом, Маурісіу Руа. Травень-червень 2007 року приніс Оверіму дві не вельми важкі перемоги у себе на батьківщині, над маловідомими опонентами (один бій Алістар провів за правилами MMA, другий — за правилами K-1). Восени Оверім повертається в Японію, де проводить бій-реванш з Харитоновим на турнірі серії «Hero's» японської організації FEG. Повторилась вже відома картина: Оверім повністю контролював бій протягом перших трьох хвилин, але на четвертій став пропускати удари, помилятись, і наприкінці раунду Харитонов відправив Алістара в нокаут. Після цієї поразки голландець знову вирушає в Америку, де приймає пропозицію чемпіонату Strikeforce змагатись за титул чемпіона у важкій вазі проти Пола Буентелло — бійця, що був небезпечний своїм рішучим натиском, проте поступався Оверіму і технікою, і досвідом. Взяття титулу Оверім виконав без проблем: тотальне домінування над опонентом першому раунді, і важка серія ударів коліньми в корпус в другому раунді, після якої Буентелло здався. Так завершився для Алістара Оверіма складний період невдач і поразок.

### 2008–2010 роки
2008 року «Суперім» повернувся на бійцівську арену в новому амплуа: боєць швидко набирав якісну вагу, освоюючись у важкій ваговій категорії, в якій вирішив виступати на постійній основі.
Після того, як зірвався його бій проти Гілберта Айвела, Оверім підписав угоду з чемпіонатом Dream, що постав на руїнах Pride. Для дебюту у лавах нової організації Оверіму призначили не очікуваного суперника, а жертву: корейського бійця з рекордом 1-1, який був нокаутований голландцем за 36 секунд. Розчарований підбором суперників та зривом боїв, Алістар зажадав зустрічі з Мірко Філіповичем, який, буцімто, вже двічі уникав зустрічі з ним. Для плавного переходу від боїв з «безіменними» суперниками до бою проти Філіповича, Оверіму дали можливість продемонструвати свої навички в бою з іменитим ударником Марком Хантом, переможцем Гран-прі K-1, який не часто виступав у боях змішаного стилю і мав проблеми з освоєнням технік боротьби. Оверім зустрівся з Хантом в липні 2008 року, і підкорив його больовим прийомом на руку трохи більше ніж за хвилину.
Бій з «Крокопом», як називали Мірко Філіповича, Оверім отримав восени того ж року. На бій він виходив у явно поганому настрої, і перед змаганням навіть не прийняв квіти з рук Федора Ємельяненка, який був почесним гостем на турнірі. Власне бій голландець проводив жорстко, без видимої поваги до суперника. Маючи значну перевагу у вазі, Оверім агресивно атакував Філіповича, і легко переводив бій в партер, де завдавав велику кількість ударів у корпус і голову, і розсік Крокопу ліву брову. В стійці, в клінчі, Оверім дуже агресивно працював колінами, і декілька разів влучив хорвату в пах, (при цьому не всі удари були помічені рефері), і бій призупинили на дві хвилини. Щойно бій відновили і бійці увійшли в клінч, Оверім знову почав хибити, завдавши два сильних удари коліном в пах. Після цього рефері знову зупинив бій і видав Алістару жовту картку, та це вже не мало значення: Філіпович не міг продовжувати бій. Майже 10 хвилин медики турніру намагались полегшити страждання бійця, але про відновлення змагання вже не йшлося. Довгоочікуваний бій визнали таким, що не відбувся.
Через три тижні «Руйнівник» зустрівся на рингу з ветераном змішаних єдиноборств Гері Ґудріджем, бійцем, який вкрай рідко доводив бої до рішення суддів. Поєдинок пройшов за звичайним сценарієм Оверіма: спершу клінч, в ньому — удари коліньми; якщо суперник вцілів — партер і добивання/підкорення. Цього разу бій було виграно больовим прийомом на руку, варіацією уде-гарамі.
31 грудня Алістар виступив на японському турнірі «Dynamite!!», що традиційно проходив у новорічну ніч і об'єднував в своїй програмі змагання з різних єдиноборств за різноманітними правилами. Оверім мав виступити за гібридними правилами кікбоксингу проти діючого чемпіона K-1 Бадра Харі. На той момент намір Оверіма позмагатись в ударній техніці з бійцем калібру Харі сприймався критиками скептично. Оверім же був сповнений рішучості і бажання розвіяти сумніви скептиків. Бій розпочався з швидких атак обох суперників і вже на сороковій секунді Бадр був приголомшений класичною боксерською «трійкою» у виконанні Оверіма. Ще через хвилину Харі опинився в нокдауні, пропустивши коронний удар коліном і лівий хук від Оверіма. Після нокдауну Харі мляво підвівся і Оверім спробував відбити фінальну атаку Оверіма. Алістар нав'язав ближній бій і потужним лівим боковим відправив «Золотого хлопчика» K-1 в нокаут.
«Суперім» вирішив розвинути свій несподіваний для багатьох успіх і виступити в K-1 ще раз. Через три місяці після знакової перемоги над Харі він виходить на ринг проти знаменитого «Летючого джентльмена», триразового переможця Гран-прі K-1, Ремі Боньяскі. Бій з Боньяскі, який був відомий своєю стрибковою ударною технікою ніг, Алістар розпочав зухвало — ударом коліна в стрибку. В такій атмосфері бій і пройшов весь відведений час. Оверім тис на Боньяскі, йшов вперед і атакував, активно бив лоу- та мідл-кіки, проводив підсічки. Після рівного за очками першого раунду Алістар активізувався: приголомшив Ремі фронт-кіком в голову, а наприкінці раунду відправив на настил рингу правим кросом, але нокдаун не зарахували, а за раунд знову дали рівну кількість очок. В третьому раунді Оверім знову проводив кидки за плечі та підсічки, пресингував, але захопився успіхом і Боньяскі покарав його, відправивши в нокдаун правим прямим рукою, на останній хвилині бою. Загубивши на цій помилці два очки, Оверім втратив і перемогу — рішенням суддів її присудили Ремі Боньяскі. Ця сумнівна поразка не нашкодила Оверіму: його запросили до участі у Гран-прі K-1, на підготовці до якого він і сконцентрувався, відмовившись від традиційних для себе літніх боїв.

#### Гран-прі K-1 2009 року
В одній восьмій фіналу Гран-прі Алістару знову випало зустрітись з зіркою K-1, ще одним триразовим переможцем Гран-прі, «Містером K-1» — Петером Артсом. Поєдинок з Артсом тривав всю дистанцію (три раунди) і характеризувався переважним контролем з боку Оверіма. Ветеран Артс швидко виснажився через часті звалювання та пропущені удари коліньми в корпус, які методично завдава «Руйнівник», і програв бій за рішенням суддів.
В жовтні, після перемоги над Артсом, Алістар «розім'яв м'язи» в MMA, провівши два швидкі двобої: півхвилини проти Сільвестера в Голландії та півтори хвилини проти Томпсона в Японії; обох переміг коронною «гільйотиною».
Чвертьфінал, півфінал та фінал Гран-прі K-1, що традиційно проходили протягом одного вечора, були призначені на 5 грудня 2009 року. У чвертьфіналі Оверіму знадобилось лише 66 секунд, щоб ударом коліна, виконаним із тайського клінчу, відправити у важкий нокаут багаторазового чемпіона світу з карате кьокусін Евертуна Тейшейру. У півфіналі Гран-прі на Алістара чекав Бадр Харі, який також виграв свій чвертьфінальний бій швидким нокаутом і прагнув реваншу із Оверімом. У першому раунді їх швидкого й агресивного двобою Харі спочатку правим хуком відправив Оверіма в нокдаун, а наприкінці раунду виконав точний лівий хай-кік в щелепу, від якого Алістар завалився в кут рингу, схопившись обома руками за канати. Рефері миттєво зупинив бій.
Цей рік Оверім завершує боєм у новорічну ніч, на традиційному японському турнірі «Dynamite!!». Його суперник, Кадзуюкі Фудзіта, — ветеран MMA, реслер і улюбленець японської публіки, якого називали «Залізноголовий» за вміння витримувати важкі удари — пав ниць на початку бою від потужного бокового удару коліном у праву скроню. Фудзіта був госпіталізований відразу після завершення змагання. Невдовзі, знаходячись у шпиталі, боєць впав у кому, що стало наслідком руйнівного удару Оверіма. Лікарі вивели Фудзіту з небезпечного стану на наступний день після турніру. Бій проти голландця став останнім у його професійній кар'єрі.
Наступний раз Оверім з'являється на бійцівській арені вже навесні 2010 року. В квітні він виступив з рейтинговим боєм на Гран-прі Йокогами в Японії, де у першому раунді нокаутував коліном Джевада Потурака, чемпіона Європи з кікбоксингу. Незабаром мав відбутися і перший захист титулу чемпіона Strikeforce, яким володів Алістар. Претендентом мав бути непереможений російський боєць, чемпіон світу за версіями Rings, Pride та WAMMA Федір Ємельяненко, але він не зміг вчасно завершити лікування травми, отриманої у бою з Бреттом Роджерсом, тому претендентом на титул Оверіма призначили самого Роджерса — перспективного нокаутера, що займав 8-ме місце у десятці найкращих важковаговиків світу. В інтерв'ю перед боєм Оверім обіцяв ефектне повернення на американську арену, видовищний бій та впевнену перемогу. Захист титулу пройшов точно так, як обіцяв чемпіон: Бретт Роджерс був переможений у домінуючій манері протягом першого раунду змагання.

#### Гран-прі K-1 2010 року
Гран-прі K-1, який у 2010 році Оверім оголосив своєю ціллю № 1, традиційно проходив у два етапи. Одна восьма турніру, перший відбір, відбулась 2 жовтня в Сеулі. Першим бійцем, з яким Алістар мав зустрітися на рингу, став австралієць Бен Едвардс, тріумфатор Гран-прі Канберри, де він нокаутував трьох суперників за один вечір, витративши на весь турнір дещо більше трьох хвилин. Едвардс розпочав бій дуже агресивно, примусивши Оверіма йти у глухий захист. Перечекавши кілька рішучих атак Едвардса, Оверім почав контратакувати, і протягом першого раунду тричі відправив австралійця у нокдаун, щоразу боковими ударом правої руки. Після третього падіння Едвардса рефері зупинив бій.
Друга частина, — чвертьфінал, півфінал та фінал Гран-прі, — пройшла в один вечір, 11 грудня, у Токіо. У чвертьфіналі Оверім мав складний бій із суринамським ударником Тайроном Спонґом, який приголомшив Алістара швидкими атаками і завдав йому помітної шкоди у першому раунді, але програв з розвитком бою, був введений у стоячий нокдаун, і врешті поступився Оверіму рішенням суддів. Алістар пройшов у півфінал. Його наступний суперник, турецький кікбоксер Ґьокхан Сакі, виходив на бій після важкого поєдинку у чвертьфіналі, і прагнув нав'язати Оверіму швидкий темп, щоб зберегти сили для фіналу. Сакі виконував ударні серії руками, часто і багато атакував ногами, бив різноманітні лоу-кіки і навіть збив Оверіма з ніг гаковим ударом з розвороту. Наприкінці першого раунду Алістар виконав круговий мідл-кік, який Сакі не вельми вдало блокував рукою, від чого на мить зігнувся від болю. За півхвилини Оверім повторив удар потужніше і ним зламав турку руку. Сакі подав сигнал рефері і бій зупинили. За деяким даними, рука Сакі була травмована ще до бою.
У фіналі на бій з «Суперімом» чекав багаторазовий чемпіон світу та ікона K-1 Петер Артс, який у півфіналі спромігся на один із найзначніших апсетів року, здолавши фаворита Гран-прі — Семмі Схілта. Виснажений ветеран Артс не зміг дати конкурентний бій Оверіму, і за хвилину новий чемпіон Гран-прі K-1 був визначений. Таким чином, Алістар Оверім став першим в історії бійцем, кому одночасно належали пояси чемпіона світу зі змішаних бойових мистецтв та кікбоксингу за версією найпрестижніших спортивних організацій.
Наприкінці успішного року «Руйнівник» ще раз виступив у Японії. Чемпіонат Dream запросив Алістара взяти участь у змаганні за вакантний пояс чемпіона у важкій ваговій категорії. Оверім погодився, і у новорічну ніч здобув цей трофей, нокаутувавши перспективного американського важковаговика Тодда Даффі комбінацією удару коліном в печінку та бокових ударів кулаком в голову.

### 2011—

#### Гран-прі Strikeforce 2011 року
На початку 2011 року було розпочато перше Гран-прі Strikeforce у важкій вазі, в якому взяли участь 8 найсильніших бійців чемпіонату на чолі з чемпіоном організації — Алістаром Оверімом. Гілка Гран-прі, в якій опинився Оверім була найскладнішою. Крім небезпечних бразильських претендентів, в ній виступав фаворит Гран-прі — Федір Ємельяненко, зустрічі з яким давно шукав «Рім».
Першим боєм Оверіма в Гран-прі став реванш з Фабрісіу Вердумом. Змагання вийшло зовсім не таким, як його передбачали глядачі і критики. Оверім підходив до бою з вражаючою статистикою: 97% перемог здобуті достроково. Але прогнозована букмекерами перемога дісталась чемпіону лише за рішенням суддів. Крім того, в ході бою у Алістара виникли проблеми з витривалістю: він важко пересувався в стійці, а в партері здебільшого лежав нерухомо, збираючи сили на вихід з лещат бразильського греплера. Крім очікуваної активності в партері, Вердум здивував Оверіма ударною роботою: за результатами статистики, оприлюдненої під час телетрансляції, він завдав 69 ударів при 145 спробах, в той час як Алістар влучив 48 разів, викинувши 72 удари. В цілому ж, бій пройшов під контролем чемпіона. Через місяць після бою стало відомо, що Оверім виступав на турнірі з травмою (зламаний палець ноги). Отримані ж у бою додаткові дрібні травми, а також урізання часу на підготовку до другого етапу телеканалом «Showtime» (один із організаторів заходу), змусили чемпіона відмовитись від подальшої участі в Гран-прі. Спочатку Оверім закликав організаторів дотримуватись узгодженого графіку, і на його бік тимчасово стали функціонери «Zuffa» і Дана Уайт, але їх намагання урегулювати ситуацію лишились марними: телеканал наполіг на виключенні чемпіона з числа учасників Гран-прі. Через тиждень після цього Оверім був несподівано звільнений: ТОВ «Zuffa» розірвало контракт з чемпіоном підконтрольної організації. Ситуацію було прояснено на початку вересня, коли пресі було оголошено про переведення Алістара Оверіма у престижнішу організацію — UFC. Після цього
Алістар залишив вакантними титули чемпіона Strikeforce та Dream, якими він володів, та розірвав партнерські стосунки з голландським клубом «Golden Glory», під стягами якого виступав багато років.

#### Під стягами UFC
Першим викликом в Абсолютному бійцівському чемпіонаті для Оверіма став бій з колишнім чемпіоном світу і найбільшою зіркою організації на момент підписання угоди — Броком Леснаром. Леснар, який втратив свій чемпіонський титул у бою з непереможеним претендентом, вбачався організаторам гідним матчу-реваншу, а заразом і ще одного титульного бою, тому його поєдинок із Оверімом був оголошений претендентським, тобто боєм за право оспорювати титул діючого чемпіона. Оверім підійшов до бою відповідально, перемістив підготовчий табір до США, де також пройшов багаторівневу перевірку на стероїди. Двобій пройшов у канун Нового року, у Лас-Вегасі. Алістар діяв у звичному стилі: швидко і агресивно. Парирувавши спробу звалювання, Оверім атакував Леснара коліньми, а коли удари досягли цілі, виконав круговий мідл-кік в область печінки, і Леснар впав на канвас від больового шоку. «Рім» розпочав добивання, яке було зупинене рефері. Після бою Леснар оголосив про завершення кар'єри, Оверім же порівняв велич перемоги із здобуттям Гран-прі K-1. Наступним кроком для нього, відповідно до умов контракту, мав стати бій за титул чемпіона, який тоді належав Жуніуру дус Сантусу. За сім тижнів до турніру у бійців взяли допінг-пробу без попередження, яка показала надмірний рівень тестостерону в крові Алістара Оверіма. Подія викликала значний резонанс, Оверім був розкритикований пресою та вболівальниками, а також викликав гнів президента UFC Дани Уайта, який у експресивній формі публічно осудив бійця. На час проведення розслідування атлетичною комісією Алістар оголосив самовідвід з чемпіонського бою. На заміну претенденту вийшов Френк Мір, Оверім же зосередився на розв'язанні проблемної ситуації. Врешті-решт атлетична комісія штату Невада позбавила бійця ліцензії строком на 9 місяців з правом її подальшого поновлення.
Оверім повернувся у клітку в лютому 2013 року, відбувший повний термін дискваліфікації. Перш ніж вивести бійця на титульний поєдинок, UFC організувала Оверіму бій для розминки. Його суперник, Атоніу Сілва, хоч і мав перемоги над чемпіонами, та проти Оверіма оцінювався як аутсайдер із шансами на перемогу 1 до 4. Оверім легковажно поставився до суперника, публічно оцінивши його навички як низькі, а під час бою у перших двох раундах легко вів наступ, демонстративно зневажаючи контратаки опонента. У третьому раунді Сілва жорстко покарав Оверіма за цей стиль, виконавши комбінацію коротких ударів руками і разючий круговий удар ногою в голову, після чого добив приголомшеного Оверіма біля огорожі клітки. До наступного поєдинку Оверім готувався відповідальніше, змінивши тренувальну програму та зміцнивши тренерський штаб. Оверіму призначили бій проти Тревіса Брауна, перспективного гавайця, чию єдину поразку було завдано саме Антоніу Сілвою. У бою Оверім повів звичний для себе агресивний наступ і приголомшив суперника серією ударів коліньми у корпус, втім, Браун зміг відновитися після пропущених ударів і контратакував Оверіма фронтальними ударами ніг, найбільш вдалим з яких відправив Алістара у нокаут.

### Особисте життя
Алістар Оверім неодружений, виховує доньку.
Алістар любить футбол. Він слідкує за чемпіонатом світу з футболу та грає в комп'ютерні ігри серії FIFA (зокрема «FIFA 10»).
Про спортивні, публічні й особисті аспекти життя Алістара знято багатосерійний документальний фільм «Рім» (англ. «The Reem»).

#### Проблеми із законом
В юнацькі роки Алістар багато часу проводив у барах та розважальних закладах, де, за власними словами, часто брав участь у бійках. В 15 років він потрапив у сутичку, під час якої отримав поранення від удару розбитою пляшкою. Відтоді на лівій щоці має глибокий шрам.
У 2009 році Алістар та його брат Валентайн були учасниками бійки із охороною нічного клубу в Амстердамі. Внаслідок бійки шестеро охоронців закладу потрапили у шпиталь, Алістар Оверім отримав травму руки.
У 2011 році Оверім був позивачем і відповідачем у судовому процесі проти голландського спортивного клубу «Golden Glory». Справа мала фінансовий характер.
У 2012 році Оверім був звинувачений у завданні шкоди жінці, яку він штовхнув у обличчя в готелі казино «Wynn» у Лас-Вегасі. Був засуджений до 50 годин суспільної роботи та обов'язкового відвідування тренінгів з керування емоціями.

## Статистика в кікбоксингу
| Результат | Противник        | Спосіб                              | Раунд | Час  | Дата            | Місце                 | Подія                                                                  | Примітки                                    |
| --------- | ---------------- | ----------------------------------- | ----- | ---- | --------------- | --------------------- | ---------------------------------------------------------------------- | ------------------------------------------- |
| Перемога  | Петер Артс       | Нокаут (удари кулаками)             | 1     | 1:07 | 11 грудня 2010  | Токіо, Японія         | «K-1 World Grand Prix 2010 Final» Гран-прі K-1 (фінал)                 | Виграв Гран-прі у важкій ваговій категорії. |
| Перемога  | Ґьокхан Сакі     | Технічний нокаут (травма руки)      | 1     | 2:20 | 11 грудня 2010  | Токіо, Японія         | «K-1 World Grand Prix 2010 Final» Гран-прі K-1 (одна друга фіналу)     |                                             |
| Перемога  | Тайрон Спонґ     | Рішення суддів (одностайне)         | 3     | 3:00 | 11 грудня 2010  | Токіо, Японія         | «K-1 World Grand Prix 2010 Final» Гран-прі K-1 (одна четверта фіналу)  |                                             |
| Перемога  | Бен Едвардс      | Технічний нокаут (три нокдауни)     | 1     | 2:08 | 2 жовтня 2010   | Сеул, Південна Корея  | «K-1 World Grand Prix 2010 Final 16» Гран-прі K-1 (одна восьма фіналу) |                                             |
| Перемога  | Джевад Потурак   | Нокаут (удар коліном)               | 1     | 2:40 | 3 квітня 2010   | Йокогама, Японія      | «K-1 World Grand Prix 2010 in Yokohama»                                |                                             |
| Поразка   | Бадр Харі        | Технічний нокаут (удар ногою)       | 1     | 2:14 | 5 грудня 2009   | Йокогама, Японія      | «K-1 World Grand Prix 2009 Final» Гран-прі K-1 (одна друга фіналу)     |                                             |
| Перемога  | Евертун Тейшейра | Нокаут (удар коліном)               | 1     | 1:06 | 5 грудня 2009   | Йокогама, Японія      | «K-1 World Grand Prix 2009 Final» Гран-прі K-1 (одна четверта фіналу)  |                                             |
| Перемога  | Петер Артс       | Рішення суддів (одностайне)         | 3     | 3:00 | 26 вересня 2009 | Сеул, Південна Корея  | «K-1 World Grand Prix 2009 Final 16» Гран-прі K-1 (одна восьма фіналу) |                                             |
| Поразка   | Ремі Боньяскі    | Рішення суддів (одностайне)         | 3     | 3:00 | 28 березня 2009 | Йокогама, Японія      | «K-1 Holland GP 2001 in Arnhem»                                        |                                             |
| Перемога  | Бадр Харі        | Нокаут (удар кулаком)               | 1     | 2:07 | 31 грудня 2008  | Сайтама, Японія       | «Dynamite!! 2008»                                                      |                                             |
| Перемога  | Йурген Дольх     | Технічний нокаут (рішення кутового) | 1     | 2:02 | 20 травня 2007  | Амерсфорт, Нідерланди | «Ultimate Glory 3: Upside Down»                                        |                                             |
| Поразка   | Глаубі Фейтоза   | Нокаут (удар кулаком)               | 1     | 2:13 | 30 травня 2004  | Токіо, Японія         | «Kyokushin vs. K-1 2004: All Out Battle»                               |                                             |
| Поразка   | Еррол Парріс     | Технічний нокаут (рішення кутового) | 3     | 1:22 | 4 лютого 2001   | Арнем, Нідерланди     | «K-1 Holland GP 2001 in Arnhem»                                        |                                             |
| Перемога  | Паул Гордейк     | Рішення суддів (одностайне)         | 6     | 2:00 | 14 березня 1999 | Венендал, Нідерланди  | «Thaiboxing Event in Veenendaal»                                       |                                             |

## Статистика в змішаних бойових мистецтвах
| Результат   | Противник               | Вага      | Спосіб                                         | Раунд | Час  | Дата              | Місце                      | Подія                                                                | Примітки |
| ----------- | ----------------------- | --------- | ---------------------------------------------- | ----- | ---- | ----------------- | -------------------------- | -------------------------------------------------------------------- | --- |
| Перемога    | Френк Мір               | 93-120 кг | Рішення суддів (одностайне)                    | 3     | 5:00 | 1 лютого 2014     | Ньюарк, США                | «UFC 169»                                                            | |
| Поразка     | Тревіс Браун            | 93-120 кг | Нокаут (удар ногою і удари кулаками)           | 1     | 4:08 | 17 серпня 2013    | Бостон, США                | «UFC Fight Night 26»                                                 | |
| Поразка     | Антоніу Сілва           | 93-120 кг | Нокаут (удари кулаками)                        | 3     | 0:25 | 2 лютого 2013     | Лас-Вегас, США             | «UFC 156»                                                            | |
| Перемога    | Брок Леснар             | 93-120 кг | Технічний нокаут (удар ногою і удари кулаками) | 1     | 1:26 | 30 грудня 2011    | Лас-Вегас, США             | «UFC 141»                                                            | |
| Перемога    | Фабрісіу Вердум         | 93-120 кг | Рішення суддів (одностайне)                    | 3     | 5:00 | 18 червня 2011    | Даллас, США                | «Strikeforce: Overeem vs. Werdum» Гран-прі Strikeforce (чвертьфінал) | |
| Перемога    | Тодд Даффі              | 93-120 кг | Нокаут (удари коліном і удари кулаками)        | 1     | 0:19 | 31 грудня 2010    | Сайтама, Японія            | «Dynamite!! 2010»                                                    | Виграв титул тимчасового чемпіона у важкій ваговій категорії.                                                                    |
| Перемога    | Бретт Роджерс           | 93-120 кг | Технічний нокаут (удари кулаками)              | 1     | 3:40 | 15 травня 2010    | Сент-Луїс, США             | «Strikeforce: Heavy Artillery»                                       | Захистив титул чемпіона у важкій ваговій категорії.                                                                              |
| Перемога    | Кадзуюкі Фудзіта        | 93-120 кг | Нокаут (удар коліном)                          | 1     | 1:15 | 31 грудня 2009    | Сайтама, Японія            | «Dynamite!! 2009»                                                    | |
| Перемога    | Джеймс Томпсон          | 93-120 кг | Підкорення (удушення руками)                   | 1     | 0:33 | 25 жовтня 2009    | Осака, Японія              | «Dream 12»                                                           | |
| Перемога    | Тоні Сильвестр          | 93-120 кг | Підкорення (удушення руками)                   | 1     | 1:23 | 17 жовтня 2009    | Амстердам, Нідерланди      | «Ultimate Glory 11: A Decade of Fights»                              | |
| Перемога    | Гері Ґудрідж            | 93-120 кг | Підкорення (больовий прийом на руку)           | 1     | 1:42 | 9 листопада 2008  | Арнем, Нідерланди          | «Ultimate Glory 10: The Battle of Arnhem»                            | |
| Не відбувся | Мірко Філіпович         | 93-120 кг | Рішення суддів (одностайне)                    | 1     | 6:09 | 23 вересня 2008   | Сайтама, Японія            | «Dream 6»                                                            | Оверім декілька разів влучив Філіповичу коліном у пах, унаслідок чого Філіпович вибув із бою. Бій визнано таким, що не відбувся. |
| Перемога    | Марк Хант               | 93-120 кг | Підкорення (больовий прийом на ногу)           | 1     | 1:11 | 21 липня 2008     | Осака, Японія              | «Dream 5»                                                            | |
| Перемога    | Лі Тай Х'юн             | 93-120 кг | Нокаут (удари кулаками і коліньми)             | 1     | 0:36 | 15 червня 2008    | Йокогама, Японія           | «Dream 4»                                                            | |
| Перемога    | Пол Буентелло           | 93-120 кг | Підкорення (удари коліньми)                    | 2     | 3:42 | 16 листопада 2007 | Сан-Хосе, США              | «Strikeforce: Four Men Enter, One Man Survives»                      | Виграв титул чемпіона у важкій ваговій категорії.                                                                                |
| Поразка     | Сергій Харитонов        | 93-120 кг | Нокаут (удари кулаками)                        | 1     | 4:21 | 17 вересня 2007   | Йокогама, Японія           | «K-1 Hero's 10»                                                      | |
| Перемога    | Міхаель Кнап            | 93-120 кг | Підкорення (удушення руками)                   | 1     | 4:51 | 23 червня 2007    | Амстердам, Нідерланди      | «K-1 GP 2007 in Amsterdam»                                           | |
| Поразка     | Маурісіу Руа            | 84-93 кг  | Нокаут (удари кулаками)                        | 1     | 3:37 | 24 лютого 2007    | Лас-Вегас, США             | «Pride 33»                                                           | |
| Поразка     | Рікарду Арона           | 84-93 кг  | Підкорення (удари кулаками)                    | 1     | 4:38 | 10 вересня 2006   | Сайтама, Японія            | «Pride Final Conflict Absolute»                                      | |
| Поразка     | Антоніу Рожеріу Ноґейра | 84-93 кг  | Технічний нокаут (рішення кутового)            | 2     | 2:13 | 1 липня 2006      | Сайтама, Японія            | «Pride Critical Countdown Absolute»                                  | |
| Перемога    | Вітор Белфорт           | 95 кг     | Рішення суддів (одностайне)                    | 3     | 5:00 | 9 червня 2006     | Сан-Хосе, США              | «Strikeforce: Revenge»                                               | |
| Поразка     | Фабрісіу Вердум         | 93-120 кг | Підкорення (больовий прийом на руку)           | 2     | 3:43 | 5 травня 2006     | Осака, Японія              | «Pride Total Elimination Absolute» Гран-прі Pride (відкриття)        | |
| Перемога    | Ніколаюс Сілкінас       | 93-120 кг | Підкорення (больовий прийом на руку)           | 1     | 1:42 | 18 березня 2006   | Манчестер, Велика Британія | «WCFC: No Guts No Glory»                                             | |
| Перемога    | Сергій Харитонов        | 93-120 кг | Технічний нокаут (удари коліньми)              | 1     | 5:13 | 26 лютого 2006    | Сайтама, Японія            | «Pride 31»                                                           | |
| Поразка     | Маурісіу Руа            | 84-93 кг  | Технічний нокаут (удари кулаками)              | 1     | 6:42 | 28 серпня 2005    | Сайтама, Японія            | «Pride Final Conflict 2005» Гран-прі Pride (півфінал)                | |
| Перемога    | Ігор Вовчанчин          | 84-93 кг  | Підкорення (удушення руками)                   | 1     | 1:20 | 26 червня 2005    | Осака, Японія              | «Pride Critical Countdown 2005» Гран-прі Pride (чвертьфінал)         | |
| Перемога    | Вітор Белфорт           | 84-93 кг  | Підкорення (удушення руками)                   | 1     | 9:36 | 23 квітня 2005    | Осака, Японія              | «Pride Total Elimination 2005» Гран-прі Pride (відкриття)            | |
| Поразка     | Антоніу Рожеріу Ноґейра | 84-93 кг  | Рішення суддів (одностайне)                    | 3     | 5:00 | 20 лютого 2005    | Сайтама, Японія            | «Pride 29»                                                           | |
| Перемога    | Хіроміцу Канехара       | 84-93 кг  | Технічний нокаут (рішення лікаря)              | 2     | 3:52 | 31 жовтня 2004    | Сайтама, Японія            | «Pride 28»                                                           | |
| Перемога    | Родней Глундер          | 84-93 кг  | Підкорення (удушення руками)                   | 1     |      | 10 жовтня 2004    | Роттердам, Нідерланди      | «2 Hot 2 Handle 8»                                                   | |
| Перемога    | Томохіко Хасімото       | 84-93 кг  | Технічний нокаут (удари кулаками)              | 1     | 0:36 | 31 грудня 2003    | Кобе, Японія               | «Inoki Bon-Ba-Ye 2003»                                               | |
| Поразка     | Чак Ліделл              | 84-93 кг  | Нокаут (удари кулаками)                        | 1     | 3:09 | 10 серпня 2003    | Осака, Японія              | «Pride Total Elimination 2003» Гран-прі Pride (відкриття)            | |
| Перемога    | Майк Бенчич             |           | Підкорення (удари коліньми і кулаками)         | 1     | 3:44 | 8 червня 2003     | Йокогама, Японія           | «Pride 26»                                                           | |
| Перемога    | Аарон Брінк             |           | Підкорення (удушення руками)                   | 1     | 0:53 | 16 березня 2003   | Роттердам, Нідерланди      | «2 Hot 2 Handle 6»                                                   | |
| Перемога    | Базігіт Атаєв           |           | Технічний нокаут (удари коліньми)              | 2     | 4:59 | 23 грудня 2002    | Фукуока, Японія            | «Pride 24»                                                           | |
| Перемога    | Дейв Вадер              |           | Технічний нокаут (рішення лікаря)              | 2     |      | 13 жовтня 2002    | Роттердам, Нідерланди      | «2 Hot 2 Handle 5»                                                   | |
| Перемога    | Моїс Рімбон             |           | Підкорення (удушення руками)                   | 1     | 1:03 | 13 жовтня 2002    | Роттердам, Нідерланди      | «2 Hot 2 Handle 5»                                                   | |
| Перемога    | Юсуке Імамура           |           | Технічний нокаут (удари коліньми і кулаками)   | 1     | 0:44 | 20 липня 2002     | Токіо, Японія              | «Pride The Best Vol.2»                                               | |
| Перемога    | Веса Вуорі              |           | Технічний нокаут (удари кулаками)              | 1     | 2:15 | 26 травня 2002    | Крефельд, Німеччина        | «2 Hot 2 Handle Germany»                                             | |
| Перемога    | Сергій Казновський      |           | Підкорення (больовий прийом на руку)           | 1     | 3:37 | 26 квітня 2002    | Санкт-Петербург, Росія     | «M-1: Russia vs. the World 3»                                        | |
| Перемога    | Роман Зенцов            |           | Підкорення (больовий прийом на ногу)           | 1     | 1:26 | 17 березня 2002   | Роттердам, Нідерланди      | «2 Hot 2 Handle 4»                                                   | |
| Перемога    | Станіслав Нущик         |           | Технічний нокаут (удари коліньми)              | 1     | 0:53 | 18 березня 2001   | Роттердам, Нідерланди      | «2 Hot 2 Handle 2»                                                   | |
| Перемога    | Володимир Чантурія      |           | Підкорення (удушення руками)                   | 1     | 1:06 | 24 лютого 2001    | Токіо, Японія              | «Rings: King of Kings 2000» (фінал)                                  | |
| Перемога    | Петер Версхюрен         |           | Підкорення (больовий прийом на ногу)           | 1     | 1:06 | 12 грудня 2000    | Гарлем, Нідерланди         | «It's Showtime: Christmas Edition»                                   | |
| Поразка     | Боббі Хоффман           |           | Нокаут (удар кулаком)                          | 1     | 9:39 | 15 червня 2000    | Токіо, Японія              | «Rings: Millennium Combine 2»                                        | |
| Поразка     | Юрій Кочкін             |           | Рішення суддів (роздільне)                     | 2     | 5:00 | 20 травня 2000    | Єкатеринбург, Росія        | «Rings Russia 1»                                                     | |
| Перемога    | Ясухіто Намікава        |           | Підкорення (больовий прийом на руку)           | 1     | 0:45 | 20 квітня 2000    | Роттердам, Нідерланди      | «Rings: Millennium Combine 1»                                        | |
| Перемога    | Кан Сахінбас            |           | Нокаут (удар коліном)                          | 1     | 1:21 | 5 березня 2000    | Утрехт, Нідерланди         | «2 Hot 2 Handle 1»                                                   | |
| Перемога    | Кріс Воттс              |           | Нокаут (удар коліном)                          | 1     | 3:58 | 6 лютого 2000     | Утрехт, Нідерланди         | «Rings Holland: There Can Only Be One Champion»                      | |
| Поразка     | Юрій Кочкін             |           | Рішення суддів (переважне)                     | 2     | 5:00 | 28 жовтня 1999    | Токіо, Японія              | «Rings: King of Kings 1999» (блок А)                                 | |
| Перемога    | Рікардо Фейет           |           | Підкорення (удушення руками)                   | 1     | 1:39 | 24 жовтня 1999    | Гарлем, Нідерланди         | «It's Showtime 1»                                                    | |